# Ian Kennedy-Martin
Ne doit pas être confondu avec Troy Kennedy-Martin.
Ian Kennedy-Martin, né le 23 mai 1936 à Londres, est un scénariste et un écrivain britannique, auteur de romans policiers. 

## Biographie
En 1964, il commence sa carrière à la télévision britannique comme script puis comme scénariste pour des séries télévisées. Au milieu des années 1970, il crée la série télévisée Regan (The Sweeney). En 1975, il écrit le scénario de Liquidez l'inspecteur Mitchell (Mitchell), film britannique réalisé par Andrew V. McLaglen.
Il écrit plusieurs novélisations de ses scénarios et plusieurs romans policiers dont en 1986 Le Jongleur (The Juggler), traduit et publié dans la Série noire en 1987.
Il est le frère du scénariste Troy Kennedy-Martin.

## Œuvre

### Romans signés Ian Kennedy-Martin
- The Sweeney (1975)
- The Manhattan File (1976)
- Deal of the Century (1977)
- Rekill (1978)
- Billions (1980)
- The Juggler (1986)
  - Le Jongleur, Série noire no 2090 (1987)
- The Dark Shepherds (2012)
- Terms of Surrender (2012)
- The Last Text (2013)

### Roman signé John Domatilla
- The Last Crime (2012)

## Filmographie

### À la télévision
- 1963 : 1 épisode de la série télévisée britannique BBC Sunday-Night Play (en)
- 1964 : 1 épisode de la série télévisée britannique Le Saint
- 1964 : 1 épisode de la série télévisée britannique The Protectors
- 1966 : 1 épisode de la série télévisée britannique This Man Craig (en)
- 1966 - 1968 : 6 épisodes de la série télévisée britannique The Troubleshooters (en)
- 1967 : 1 épisode de la série télévisée britannique The Revenue Men (en)
- 1968 : 6 épisodes de la série télévisée britannique Letters from the Dead
- 1969 : 2 épisodes de la série télévisée britannique Parkin's Patch (en)
- 1971 : 1 épisode de la série télévisée britannique Hadleigh (en)
- 1971 : 1 épisode de la série télévisée britannique Armchair Theatre
- 1971 : 1 épisode de la série télévisée britannique The Onedin Line
- 1972 - 1973 : 2 épisodes de la série télévisée américano-britannique Colditz
- 1973 : 1 épisode de la série télévisée britannique Les Rivaux de Sherlock Holmes
- 1974 : 1 épisode de la série télévisée britannique Special Branch (en)
- 1974 : 1 épisode de la série télévisée britannique Armchair Cinema
- 1974 : 6 épisodes de la série télévisée britannique The Capone Investment (en)
- 1975 - 1976 - 1978 : 53 épisodes de la série télévisée britannique Regan
- 1978 : série télévisée britannique Sweeney 2 (en)
- 1978 : 1 épisode de la série télévisée britannique Scorpion Tales (en)
- 1979 : 1 épisode de la série télévisée britannique Premiere
- 1980 - 1981 - 1982 - 1983 - 1984 - 1985 : 88 épisodes de la série télévisée britannique Juliet Bravo (en)
- 1981 - 1982 : 12 épisodes de la série télévisée britannique The Chinese Detective (en)
- 1985 : 1 épisode de la série télévisée britannique Storyboard
- 1986 : 3 épisodes de la série télévisée britannique The Fourth Floor
- 1986 - 1988 : 12 épisodes de la série télévisée britannique King & Castle
- 1987 : 2 épisodes de la mini-série télévisée britannique London Embassy
- 1989 : 1 épisode de la série télévisée britannique Bergerac
- 1994 : série télévisée britannique Brigade volante
- 1995 : 2 épisodes de la série télévisée britannique The Chief (en)
- 1996 : série télévisée britannique Madson

### Au cinéma
- 1975 : Liquidez l'inspecteur Mitchell (Mitchell), film américain réalisé par Andrew V. McLaglen
- 1977 : Sweeney!, film britannique réalisé par David Wickes

## Sources
- Claude Mesplède, Les Années Série noire vol.5 (1982-1995), Encrage « Travaux » no 36, 2000
- Claude Mesplède et Jean-Jacques Schleret (Éd. rév. de: SN, voyage au bout de la Noire), Les auteurs de la Série noire, 1945-1995, Nantes, Joseph K, coll. « Temps noir », 1996, 627 p. (ISBN 978-2-910-68611-6, OCLC 300207570), p. 332.